# Batia lambdella
Espèce
Batia lambdella est une espèce de lépidoptères (papillons) de la famille des Oecophoridae, que l'on trouve en Europe.
Il a une envergure de 11 à 17 mm. L'imago vole de juin à septembre suivant les régions.
La chenille vit sur la partie morte de tiges en particulier d'ajoncs.
Espèce proche
- Batia lunaris, mais Batia lambdella est environ 50% plus grand.